# 糙叶黄耆
糙叶黄耆（学名：Astragalus scaberrimus）是豆科黄芪属的植物。分布于蒙古、西伯利亚以及中国大陆的东北、西北、华北等地，生长于海拔700米至3,200米的地区，多生长在沙丘、草原、山坡石砾质草地及沿河流两岸的砂地，目前尚未由人工引种栽培。

## 别名
粗糙紫云英（渭河流域杂草），春黄耆（东北植物检索表）